# Arminho (heráldica)

Escudo de arminho pleno.

Em heráldica, arminho é um dos esmaltes, da classe das peles ou forros, usados em brasões. Representa a pele do arminho (mustela erminea), que no inverno possui uma pelagem branca com a cauda preta. O arminho heráldico representa um número variável de peles cosidas, com caudas afixadas e pendentes das mesmas, formando assim um padrão de marcas de negro em campo de prata. Essas marcas são designadas "mosquetas", "pontos de arminho" ou "pintas de arminho".
Na Idade Média, os forros de mantos e de outras peças de vestuário, para uso reservado dos membros da realeza e da alta nobreza, passaram a ser elaborados através da costura de várias peles de arminho, cuja união resultava numa luxuosa pele branca com uma padrão de caudas de pontas pretas pendentes. Devido à associação dos forros de arminho aos mantos e coberturas de cabeça da alta nobreza, o arminho como esmalte é normalmente usado na representação heráldica daquelas peças de vestuário. 
O arminho é especialmente associado à heráldica e vexilologia da Bretanha, uma vez que os seus antigos duques usavam, como brasão de armas, um escudo de arminho pleno. O arminho está ainda bastante presente nas armas e bandeiras da própria região da Bretanha, bem como de muitas das suas cidades e comunas.

## Origem, história e simbologia

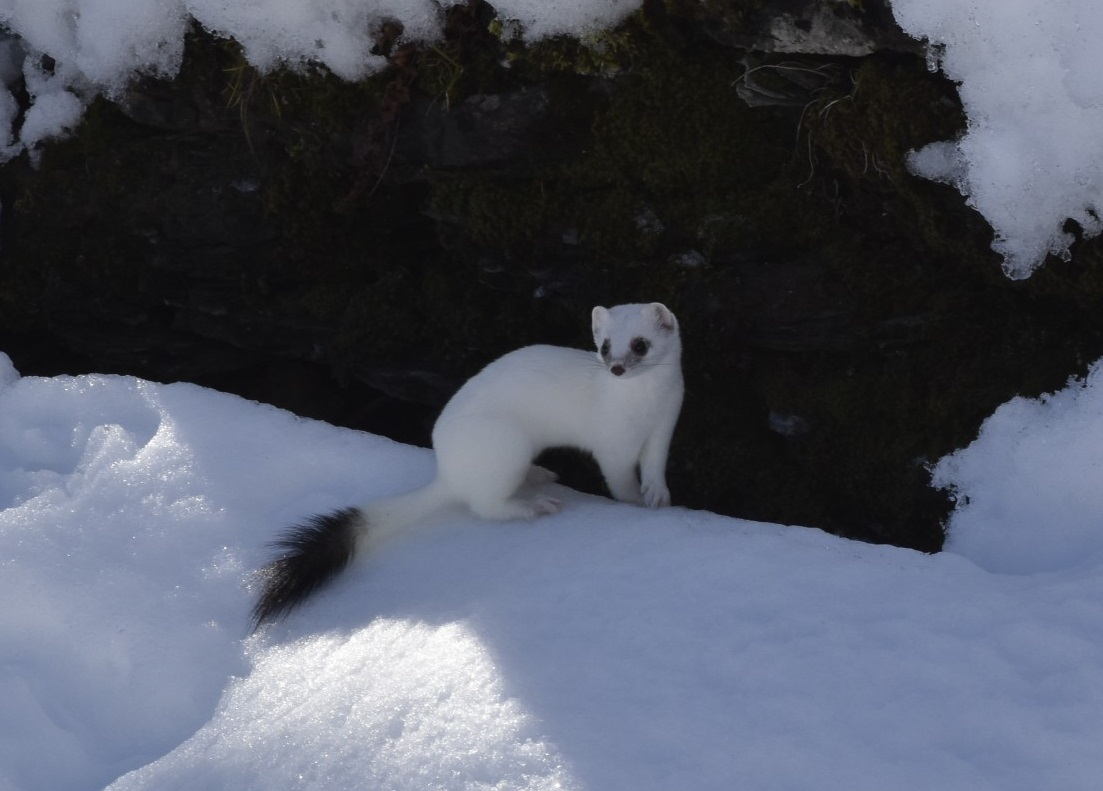
Um arminho (mustela erminea) com a sua pelagem de inverno.

O arminho - cujo nome científico é mustela erminea - é um carnívoro de pequeno porte pertencente ao grupo das doninhas, sendo nativo da Eurásia e de algumas regiões setentrionais da América do Norte. Durante o inverno, apresenta uma pelagem totalmente branca, exceto a ponta da cauda que é preta.
Etimologicamente, a palavra "arminho" deriva do latim armenius, abreviação da expressão armenius mus que significa "rato arménio". O uso arminho no vestuário é justamente indicado como tendo origem na Arménia, onde aquele animal é muito comum e cujas peles eram frequentemente usadas pelos habitantes da região.
O arminho heráldico teve origem nas peças de vestuário confecionadas com a pele daquele animal, na altura em que apresentava a sua pelagem branca de inverno. Para utilização na confeção de uma peça de vestuário de arminho, a cauda de cada animal - cuja ponta é sempre preta - era separada do resto da pele e depois colocada no centro de cada uma das peles cosidas lado a lado e aí afixada por meio de três alfinetes ou grampos dispostos em cruz. Sob uma forma estilizada, esta ponta de cauda, ornada dos três pontos correspondentes às cabeças dos alfinetes, veio a tornar-se numa figura heráldica.

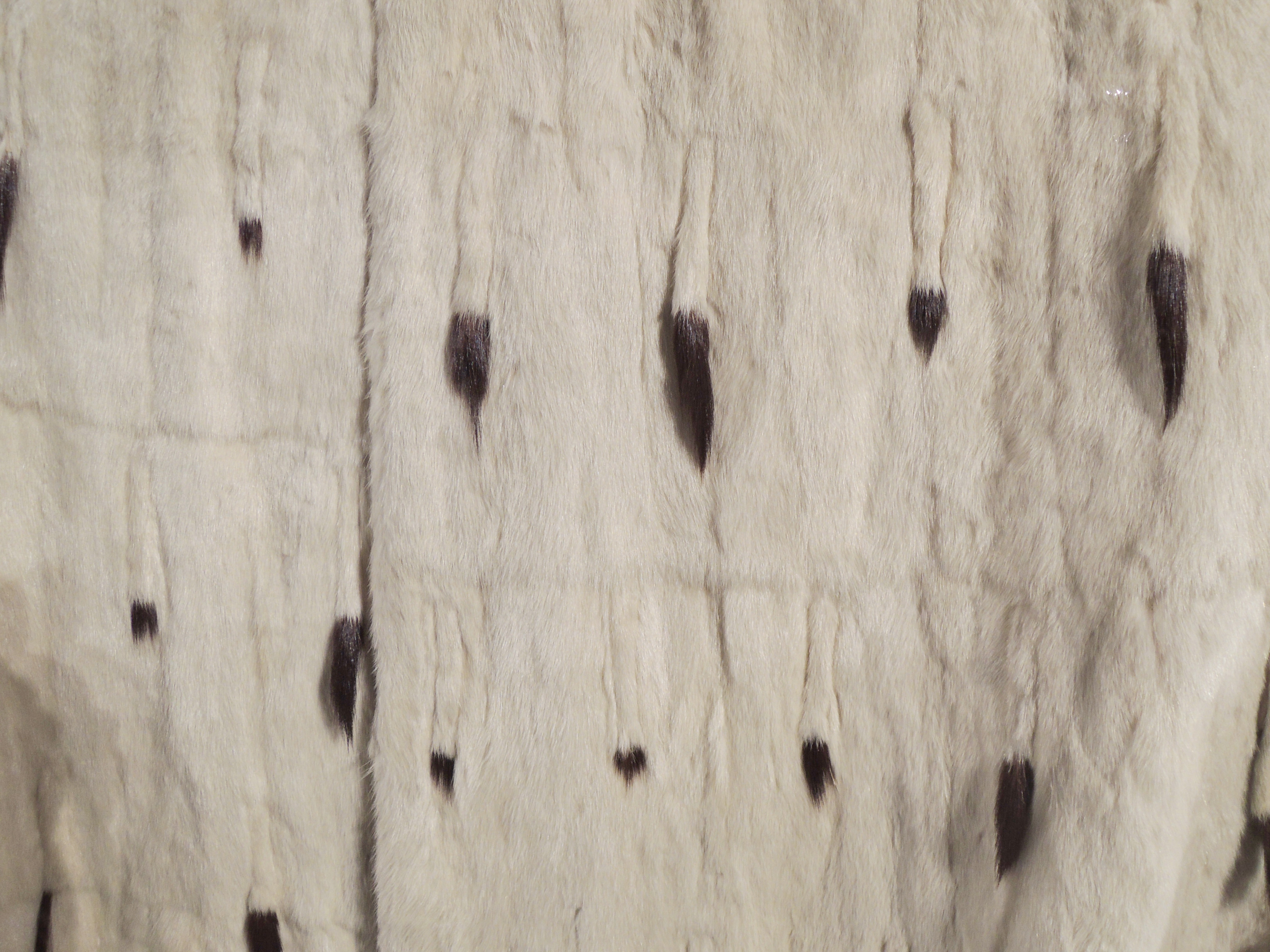
Aspeto do forro em pele de arminho do manto da czarina Maria Alexandrovna da Rússia.

Segundo a lenda, o primeiro a fazer uso do arminho na sua heráldica teria sido Bruto de Troia, bisneto de Eneias. Ao desembarcar na atual região da Bretanha, Bruto teria encontrado um arminho sobre o seu escudo e interpretou isso como um vaticínio indicando a sua futura vitória, levando-o a trocar o leão dragonado, das suas armas, pelo arminho. Com as suas novas armas conquistou aquelas terras que, em sua homenagem, foram chamadas de "Brutania", nome que acabou por evoluir para o atual de "Bretanha".
A lenda anterior é contudo apócrifa. Apesar da sua forte associação à Bretanha, o arminho era já utilizado na heráldica quando foi ali introduzido pelo duque Pedro I em 1213. Como filho segundo do conde de Dreux, Pedro I da Bretanha tinha de utilizar como armas as da Casa de Dreux, mas diferenciadas. A diferenciação foi feita pela colocação de um cantão de arminho, o qual era já frequentemente usado como diferença heráldica pelos príncipes destinados a seguir a vida eclesiástica. Durante cerca de um século, foram estas as armas dos duques da Bretanha. Em 1316, o duque João III da Bretanha, abandona o uso das armas da Casa de Dreux, fazendo com que o arminho passe a ocupar a totalidade do escudo, que passa assim a ser de arminho pleno.
Várias das características do arminho (como a pelagem branca do animal simbolizando a pureza, os esmaltes negro e prata simbolizando a morte e o renascimento, bem como o formato das mosquetas análogo ao de uma cruz) fizeram com que o mesmo se transformasse no emblema da puridade batismal e, por extensão, da puridade moral. Como tal, foi frequentemente usado como diferença nas armas dos nobres destinados a seguir a vida eclesiástica.

## Mosquetas
A mosqueta, ponto de arminho ou pinta de arminho constitui a representação heráldica da cauda de um arminho, sendo estilizada como uma pequena cruzeta latina com os braços disjuntos e irregulares.

Mosquetas representadas sob vários formatos.

O formato específico da representação gráfica da mosqueta varia de acordo com a época, com o lugar e com o artista que a desenha, sem que isso tenha um significado especial para além da simples opção estética. No seu formato mais comumente representado, a mosqueta aparece desenhada com um pé cuja extremidade inferior é pátea e terminada em três pontas (representando três tufos de pelo da ponta da cauda) e em chefe três pontos ou braços curtos (representando três alfinetes que afixam a cauda à pele).
Quando o esmalte do campo ou de uma peça do escudo é indicado como sendo de arminho, as mosquetas fazem parte integral do esmalte em si, não constituindo portanto um semeado de figuras. As mosquetas podem contudo ser também usadas individualmente como uma figura móvel do escudo.

## O arminho e suas variantes
Existem as seguintes variantes do arminho:
- Contra-arminho - quando o campo é de negro e as mosquetas de prata;
- Arminhado - quando o campo é de ouro e as mosquetas de negro;
- Contra-arminhado - quando o campo é de negro e as mosquetas de ouro;
- Semeado de mosquetas (de pontos de arminho, ou de pintas de arminho) - quando o campo ou as mosquetas são de um esmalte distinto do negro, da prata ou do ouro.[1]

Arminho
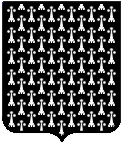
Contra-arminho
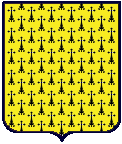
Arminhado
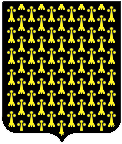
Contra-arminhado
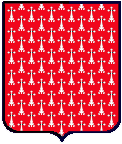
Semeado de mosquetas (de vermelho, semeado de mosquetas de prata)

## Exemplos de utilização

### Heráldica
- Armas ducais da Bretanha
(De arminho pleno)
- Armas do infante D. Pedro, duque de Coimbra
(Lambel de três pendentes de arminho)
- Armas imperiais do Brasil
(Pavilhão forrado de arminho)
- Armas da comuna de Nantes, França
(Velas vestidas de arminho e chefe do mesmo)

### Vexilologia
- Bandeira armorial do Ducado da Bretanha
- Bandeira da região da Bretanha, França
- Estandarte real dos membros da Família Real Britânica
- Bandeira do município de Almanza, Leão, Espanha